# Asthenoceras
Asthenoceras là một chi động vật thân mềm chân đầu nhỏ sống ở giữa kỷ Jura, vỏ hình đĩa dẹt, trơn láng, có đường thân khai và gờ cứng. Asthenoceras thuộc họ Hildoceratidae (phân họ Grammoceratinae) và có thể là một phân chi của Grammoceras ở cuối kỷ Jura.